# Athlétisme aux Jeux olympiques d'été de 2008
Pour des articles plus généraux, voir Jeux olympiques d'été de 2008 et Athlétisme aux Jeux olympiques.
Navigation
Les épreuves d'athlétisme des Jeux olympiques d'été de 2008 ont eu lieu du 15 au 24 août 2008 au Stade national (ou « nid d'oiseau ») de Pékin. 2 056 athlètes (973 hommes et 1 083 femmes) ont pris part aux 47 épreuves, dont le 3 000 m steeple féminin disputé pour la première fois lors de Jeux olympiques.
Les compétitions sont marquées notamment par la performance exceptionnelle du Jamaïcain Usain Bolt qui remporte le 100 m et le 200 m en battant à chaque fois le record du monde. Au total, 4 records du monde et 17 records olympiques ont été battus durant ces Jeux en athlétisme.

## Organisation

### Calendrier
| Août 2008 | Ven 15   | Sam 16             | Dim 17                                   | Lun 18                             | Mar 19                 | Mer 20              | Jeu 21                        | Ven 22                                  | Sam 23                          | Dim 24   |
| --------- | -------- | ------------------ | ---------------------------------------- | ---------------------------------- | ---------------------- | ------------------- | ----------------------------- | --------------------------------------- | ------------------------------- | -------- |
| Hommes    | Poids    | 20 km marche 100 m | Marteau 10 000 m                         | Longueur 3 000 steeple 400 m haies | Hauteur Disque 1 500 m | 200 m               | Triple saut 400 m 110 m haies | 50 km marche Décathlon Perche 4 × 100 m | Javelot 800 m 5 000 m 4 × 400 m | Marathon |
| Femmes    | 10 000 m | Poids Heptathlon   | Marathon 3 000 steeple Triple saut 100 m | Disque Perche 800 m                | 400 m 100 m haies      | Marteau 400 m haies | 20 km marche Javelot 200 m    | Longueur 5 000 m 4 × 100 m              | Hauteur 1 500 m 4 × 400 m       | -        |
| Total     | 2        | 4                  | 6                                        | 6                                  | 5                      | 3                   | 6                             | 7                                       | 7                               | 1        |

## Compétition

### Faits marquants

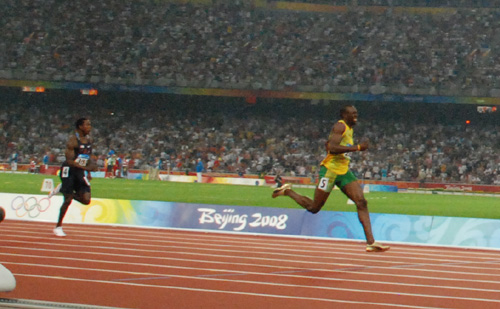
Usain Bolt remportant le 200 m en 19 s 30

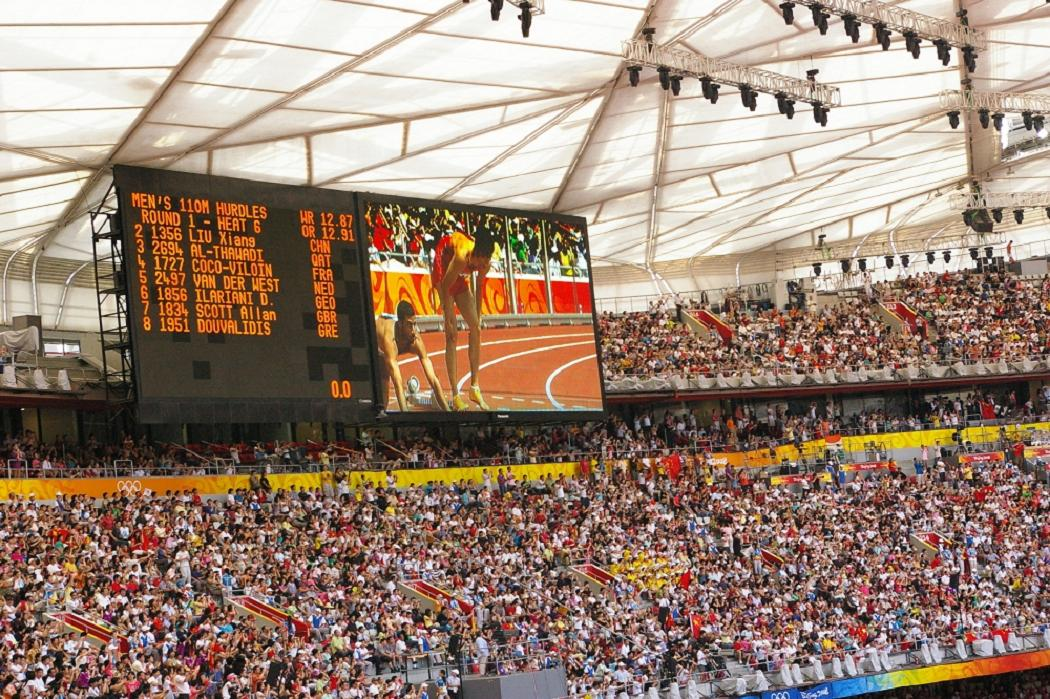
Vue du stade, départ de la série du 110 m haies avec Liu Xiang

La Jamaïque réussit l'exploit de remporter quatre des six épreuves de sprint court. Chez les hommes, Usain Bolt réussit le doublé 100 m et 200 m en battant à chaque fois le record du monde, respectivement en 9 s 69 et 19 s 30. Le dernier doublé 100 m – 200 m avait été réalisé, sans record du monde, par Carl Lewis aux Jeux olympiques de 1984 à Los Angeles. 
Côté féminin, les Jamaïcaines réalisent un triplé sur 100 m avec Shelly-Ann Fraser, Sherone Simpson et Kerron Stewart. Sur 200 m, Veronica Campbell-Brown remporte son deuxième titre olympique consécutif. L'équipe du relais 4 × 100 m, grande favorite, échoue en finale à la suite d'un mauvais passage de témoin.
Le 10 000 m est dominé par les athlètes éthiopiens qui remportent les deux premières places chez les hommes avec Kenenisa Bekele et Sileshi Sihine et la médaille d'or chez les femmes avec Tirunesh Dibaba. Bekele conserve le titre acquis en 2004.
Tirunesh Dibaba réussit le doublé en remportant aussi le 5 000 m, son compatriote Kenenisa Bekele remporte aussi le 5 000 m, réussissant aussi le doublé 5 000 m - 10 000 m. Le dernier doublé 5 000 m-10 000 m lors des Jeux olympiques avait été réalisé par un Éthiopien, Miruts Yifter, en 1980.
Le champion olympique en titre Liu Xiang, qui était le meilleur espoir de médaille d'or pour la Chine en athlétisme, abandonne sur blessure au tendon d'Achille après un faux départ en série du 110 m haies. Les Américains réalisent deux triplés : un premier au 400 m haies messieurs, avec dans l'ordre d'arrivée Angelo Taylor, Kerron Clement et Bershawn Jackson, un second au 400 m messieurs avec LaShawn Merritt, Jeremy Wariner et  David Neville.
Le Norvégien Andreas Thorkildsen remporte le concours du javelot et conserve ainsi le titre acquis en 2004. Le marathon hommes, effectué sous forte chaleur malgré l'horaire matinal, est remporté par le Kényan Samuel Kamau Wanjiru qui bat le record olympique en 2 h 06 min 32 s.

### Résultats

#### Hommes
| Épreuves | Or | Argent | Bronze                                                                                 |
| --- | --- | --- | -------------------------------------------------------------------------------------- |
| 100 m détails | Usain Bolt 9 s 69 (WR) | Richard Thompson 9 s 89 | Walter Dix 9 s 91                                                                      |
| 200 m détails | Usain Bolt 19 s 30 (WR) | Shawn Crawford 19 s 96 | Walter Dix 19 s 98                                                                     |
| 400 m détails | LaShawn Merritt 43 s 75 | Jeremy Wariner 44 s 74 | David Neville 44 s 80                                                                  |
| 800 m détails | Wilfred Bungei 1 min 44 s 65 | Ismail Ahmed Ismail 1 min 44 s 70 | Alfred Kirwa Yego 1 min 44 s 82                                                        |
| 1 500 m détails | Asbel Kiprop 3 min 33 s 11 | Nicholas Willis 3 min 34 s 16 | Mehdi Baala, 3 min 34 s 21                                                             |
| 5 000 m détails | Kenenisa Bekele 12 min 57 s 82 (OR) | Eliud Kipchoge 13 min 02 s 80 | Edwin Cheruiyot Soi 13 min 06 s 22                                                     |
| 10 000 m détails | Kenenisa Bekele 27 min 1 s 17 (OR) | Sileshi Sihine 27 min 2 s 77 | Micah Kogo 27 min 4 s 11                                                               |
| Marathon détails | Samuel Wanjiru 2 h 06 min 32 s (OR) | Jaouad Gharib 2 h 07 min 16 s | Tsegay Kebede 2 h 10 min 00 s                                                          |
| 110 m haies détails | Dayron Robles 12 s 93 | David Payne 13 s 17 | David Oliver 13 s 18                                                                   |
| 400 m haies détails | Angelo Taylor 47 s 25 | Kerron Clement 47 s 98 | Bershawn Jackson 48 s 06                                                               |
| 3 000 m steeple détails | Brimin Kipruto 8 min 10 s 34 | Mahiedine Mekhissi 8 min 10 s 49 | Richard Mateelong 8 min 11 s 01                                                        |
| 4 × 100 m détails | Trinité-et-Tobago Keston Bledman Marc Burns Emmanuel Callender Richard Thompson 38 s 06 Participation aux séries : Aaron Armstrong                    | Japon Naoki Tsukahara Shingo Suetsugu Shinji Takahira Nobuharu Asahara 38 s 15                                                       | Brésil Vicente de Lima Sandro Viana Bruno de Barros José Carlos Moreira 38 s 24        |
| 4 × 400 m détails | États-Unis LaShawn Merritt Angelo Taylor David Neville Jeremy Wariner 2 min 55 s 39 (OR) Participation aux séries : Kerron Clement Reggie Witherspoon | Bahamas Andretti Bain Michael Mathieu Andrae Williams Chris Brown 2 min 58 s 03 Participation aux séries : Avard Moncur Ramon Miller | Grande-Bretagne Andrew Steele Robert Tobin Michael Bingham Martyn Rooney 2 min 58 s 81 |
| 20 km marche détails | Valeriy Borchin 1 h 19 min 01 s | Jefferson Pérez 1 h 19 min 15 s | Jared Tallent 1 h 19 min 42 s                                                          |
| 50 km marche détails | Alex Schwazer 3 h 37 min 09 s (OR) | Jared Tallent 3 h 39 min 27 s | Denis Nizhegorodov 3 h 40 min 14 s                                                     |
| Saut en longueur détails | Irving Saladino 8,34 m | Godfrey Mokoena 8,24 m | Ibrahim Camejo 8,20 m                                                                  |
| Triple saut détails | Nelson Évora 17,67 m | Phillips Idowu 17,62 m | Leevan Sands 17,59 m                                                                   |
| Saut en hauteur détails | Andrey Silnov 2,36 m | Germaine Mason 2,34 m | Yaroslav Rybakov 2,34 m                                                                |
| Saut à la perche détails | Steven Hooker 5,96m (OR) | Evgeniy Lukyanenko 5,85m | Derek Miles 5,70m                                                                      |
| Lancer du poids détails | Tomasz Majewski 21,51 m | Christian Cantwell 21,09 m | Dylan Armstrong 21,04 m (NR)                                                           |
| Lancer du disque détails | Gerd Kanter 68,82 m | Piotr Małachowski 67,82 m | Virgilijus Alekna 67,79 m                                                              |
| Lancer du marteau détails | Primož Kozmus 82,02 m | Vadzim Dzeviatouski 81,61 m | Ivan Tsikhan 81,51 m                                                                   |
| Lancer du javelot détails | Andreas Thorkildsen 90,57 m (OR) | Ainārs Kovals 86,64 m | Tero Pitkämäki 86,16 m                                                                 |
| Décathlon détails | Bryan Clay 8 791 pts | Andrei Krauchanka 8 551 pts | Leonel Suárez 8 527 pts                                                                |
| Records et Performances - AR : Record continental (area record) - CR : Record des championnats (championship record) - MR : Record du meeting (meet record) - NR : Record national (national record) - OR : Record olympique (olympic record) - PR : Record paralympique (paralympic record) - PB : Record personnel (personal best) - SB : Meilleure performance personnelle de la saison (season's best) - WL : Meilleure performance mondiale de l'année (world leader) - WJR : Record du monde junior (world junior record) - WR : Record du monde (world record) Circonstances et Conditions - DNF : N'a pas terminé (did not finish) - DNS : N'a pas pris le départ (did not start) - DQ : Disqualification (disqualification) - NM : Aucun essai valable enregistré (No Mark) - Q : Qualifié « directement » au prochain tour (ou à la prochaine compétition), lors d'une compétition majeure, grâce au classement ou à la réalisation des minima (automatic qualifier) - q : Qualifié au prochain tour (ou à la prochaine compétition), lors d'une compétition majeure, grâce au repêchage ou à la réalisation de l'une des meilleures performances parmi celles des « non qualifiés directement » (grâce au meilleur temps ou à la meilleure distance par exemple) (secondary qualifier) | | |                                                                                        |

#### Femmes
| Épreuves | Or | Argent | Bronze                                                                                        |
| --- | --- | --- | --------------------------------------------------------------------------------------------- |
| 100 m détails | Shelly-Ann Fraser 10 s 78 | Sherone Simpson Kerron Stewart 10 s 98                                                                                                 |                                                                                               |
| 200 m détails | Veronica Campbell-Brown 21 s 74                                                                                                   | Allyson Felix 21 s 93 | Kerron Stewart 22 s 00                                                                        |
| 400 m détails | Christine Ohuruogu 49 s 62 | Shericka Williams 49 s 69 | Sanya Richards 49 s 93                                                                        |
| 800 m détails | Pamela Jelimo 1 min 54 s 87 (AR)                                                                                                  | Janeth Jepkosgei 1 min 56 s 07 | Hasna Benhassi 1 min 56 s 73                                                                  |
| 1 500 m détails | Nancy Langat 4 min 00 s 23 | Iryna Lishchynska 4 min 01 s 63 | Nataliya Tobias 4 min 01 s 78                                                                 |
| 5 000 m détails | Tirunesh Dibaba 15 min 41 s 40 | Meseret Defar 15 min 44 s 12 | Sylvia Jebiwott Kibet 15 min 44 s 96                                                          |
| 10 000 m détails | Tirunesh Dibaba 29 min 54 s 66 (OR)                                                                                               | Shalane Flanagan 30 min 22 s 22 (AR)                                                                                                   | Linet Masai 30 min 26 s 50 (WJR)                                                              |
| Marathon détails | Constantina Tomescu 2 h 26 min 44 s                                                                                               | Catherine Ndereba 2 h 27 min 06 s | Zhou Chunxiu 2 h 27 min 07 s                                                                  |
| 100 m haies détails | Dawn Harper 12 s 54 | Sally McLellan 12 s 64 | Priscilla Lopes-Schliep 12 s 64                                                               |
| 400 m haies détails | Melaine Walker 52 s 64 (OR) | Sheena Tosta 53 s 70 | Tasha Danvers 53 s 84                                                                         |
| 3 000 m steeple détails | Gulnara Samitova-Galkina 8 min 58 s 81 (WR)                                                                                       | Eunice Jepkorir 9 min 7 s 41 (AR) | Tatyana Arkhipova 9 min 12 s 33 (SB)                                                          |
| 4 × 100 m. détails | Belgique Olivia Borlée Hanna Mariën Élodie Ouédraogo Kim Gevaert 42 s 54                                                          | Nigeria Ene Franca Idoko Gloria Kemasuode Halimat Ismaila Oludamola Osayomi 43 s 04 Participation aux séries : Agnes Osazuwa           | Brésil Rosemar Coelho Neto Lucimar de Moura Thaíssa Presti Rosângela Santos 43 s 14 (SB)      |
| 4 × 400 m détails | États-Unis Mary Wineberg Allyson Felix Monique Henderson Sanya Richards 3 min 18 s 54 Participation aux séries : Natasha Hastings | Jamaïque Shericka Williams Shereefa Lloyd Rosemarie Whyte Novlene Williams 3 min 20 s 40 Participation aux séries : Bobby-Gaye Wilkins | Grande-Bretagne Christine Ohuruogu Kelly Sotherton Marilyn Okoro Nicola Sanders 3 min 22 s 68 |
| 20 km marche détails | Olga Kaniskina 1 h 26 min 31 s (OR)                                                                                               | Kjersti Tysse-Plätzer 1 h 27 min 07 s                                                                                                  | Elisa Rigaudo 1 h 27 min 12 s                                                                 |
| Saut en longueur détails | Maurren Higa Maggi 7,04 m | Blessing Okagbare 6,91 m | Chelsea Hammond 6,79 m                                                                        |
| Triple saut détails | Françoise Mbango Etone 15,39 m (OR)                                                                                               | Olga Rypakova 15,11 m (AR) | Yargelis Savigne 15,05 m                                                                      |
| Saut en hauteur détails | Tia Hellebaut 2,05 m | Blanka Vlašić 2,05 m | Chaunté Lowe 1,99 m (SB)                                                                      |
| Saut à la perche détails | Yelena Isinbayeva 5,05 m (WR) | Jennifer Stuczynski 4,80 m | Svetlana Feofanova 4,75 m                                                                     |
| Lancer du poids détails | Valerie Vili 20,56 m (AR) | Misleydis González 19,50 m (PB) | Gong Lijiao 19,20 m                                                                           |
| Lancer du disque détails | Stephanie Brown Trafton 64,24 m                                                                                                   | Olena Antonova 62,59 m | Song Aimin 62,20 m                                                                            |
| Lancer du marteau détails | Yipsi Moreno 75,20 m | Zhang Wenxiu 74,32 m | Manuela Montebrun 72,54 m                                                                     |
| Lancer du javelot détails | Barbora Špotáková 71,42 m (AR) | Christina Obergföll 66,13 m | Goldie Sayers 65,75 m (NR)                                                                    |
| Heptathlon détails | Nataliya Dobrynska 6 733 pts | Hyleas Fountain 6 619 pts | Kelly Sotherton 6 517 pts                                                                     |
| Records et Performances - AR : Record continental (area record) - CR : Record des championnats (championship record) - MR : Record du meeting (meet record) - NR : Record national (national record) - OR : Record olympique (olympic record) - PR : Record paralympique (paralympic record) - PB : Record personnel (personal best) - SB : Meilleure performance personnelle de la saison (season's best) - WL : Meilleure performance mondiale de l'année (world leader) - WJR : Record du monde junior (world junior record) - WR : Record du monde (world record) Circonstances et Conditions - DNF : N'a pas terminé (did not finish) - DNS : N'a pas pris le départ (did not start) - DQ : Disqualification (disqualification) - NM : Aucun essai valable enregistré (No Mark) - Q : Qualifié « directement » au prochain tour (ou à la prochaine compétition), lors d'une compétition majeure, grâce au classement ou à la réalisation des minima (automatic qualifier) - q : Qualifié au prochain tour (ou à la prochaine compétition), lors d'une compétition majeure, grâce au repêchage ou à la réalisation de l'une des meilleures performances parmi celles des « non qualifiés directement » (grâce au meilleur temps ou à la meilleure distance par exemple) (secondary qualifier) | | |                                                                                               |

### Tableau des médailles
Classement définitif.
| Rang  | Nation             | Or | Argent | Bronze | Total |
| ----- | ------------------ | -- | ------ | ------ | ----- |
| 1     | États-Unis         | 7  | 10     | 8      | 25    |
| 2     | Kenya              | 6  | 4      | 6      | 16    |
| 3     | Jamaïque           | 5  | 4      | 2      | 11    |
| 4     | Russie             | 5  | 1      | 4      | 10    |
| 5     | Éthiopie           | 4  | 2      | 1      | 7     |
| 6     | Cuba               | 2  | 1      | 3      | 6     |
| 7     | Belgique           | 2  | 0      | 0      | 2     |
| 8     | Grande-Bretagne    | 1  | 2      | 5      | 8     |
| 9     | Australie          | 1  | 2      | 1      | 4     |
| 9     | Ukraine            | 1  | 2      | 1      | 4     |
| 11    | Norvège            | 1  | 1      | 0      | 2     |
| 11    | Nouvelle-Zélande   | 1  | 1      | 0      | 2     |
| 11    | Pologne            | 1  | 1      | 0      | 2     |
| 11    | Trinité-et-Tobago  | 1  | 1      | 0      | 2     |
| 15    | Brésil             | 1  | 0      | 2      | 3     |
| 16    | Italie             | 1  | 0      | 1      | 2     |
| 17    | Cameroun           | 1  | 0      | 0      | 1     |
| 17    | République tchèque | 1  | 0      | 0      | 1     |
| 17    | Estonie            | 1  | 0      | 0      | 1     |
| 17    | Panama             | 1  | 0      | 0      | 1     |
| 17    | Portugal           | 1  | 0      | 0      | 1     |
| 17    | Roumanie           | 1  | 0      | 0      | 1     |
| 17    | Slovénie           | 1  | 0      | 0      | 1     |
| 24    | Biélorussie        | 0  | 2      | 1      | 3     |
| 25    | Nigeria            | 0  | 2      | 0      | 2     |
| 26    | Chine              | 0  | 1      | 3      | 4     |
| 27    | France             | 0  | 1      | 2      | 3     |
| 28    | Bahamas            | 0  | 1      | 1      | 2     |
| 28    | Maroc              | 0  | 1      | 1      | 2     |
| 30    | Allemagne          | 0  | 1      | 0      | 1     |
| 30    | Croatie            | 0  | 1      | 0      | 1     |
| 30    | Équateur           | 0  | 1      | 0      | 1     |
| 30    | Japon              | 0  | 1      | 0      | 1     |
| 30    | Kazakhstan         | 0  | 1      | 0      | 1     |
| 30    | Lettonie           | 0  | 1      | 0      | 1     |
| 30    | Afrique du Sud     | 0  | 1      | 0      | 1     |
| 30    | Soudan             | 0  | 1      | 0      | 1     |
| 38    | Canada             | 0  | 0      | 2      | 2     |
| 39    | Finlande           | 0  | 0      | 1      | 1     |
| 39    | Lituanie           | 0  | 0      | 1      | 1     |
| Total | Total              | 47 | 48     | 46     | 141   |

### Records du monde battus
| Date     | Épreuve               | Nouveau record                  | Nouveau record          | Ancien record                   | Ancien record | Ancien record |
| -------- | --------------------- | ------------------------------- | ----------------------- | ------------------------------- | ------------- | ------------- |
| Date     | Épreuve               | Athlète                         | Temps                   | Athlète                         | Temps         | Date          |
| 16/08/08 | 100 mètres H          | Usain Bolt Jamaïque             | 9 s 69 en finale        | Usain Bolt Jamaïque             | 9 s 72        | 31/05/08      |
| 17/08/08 | 3000 mètres steeple F | Gulnara Samitova-Galkina Russie | 8 min 58 s 81 en finale | Gulnara Samitova-Galkina Russie | 9 min 01 s 59 | 04/07/04      |
| 18/08/08 | Saut à la perche F    | Yelena Isinbayeva Russie        | 5,05 m en finale        | Yelena Isinbayeva Russie        | 5,04 m        | 29/07/08      |
| 20/08/08 | 200 mètres H          | Usain Bolt Jamaïque             | 19 s 30 en finale       | Michael Johnson États-Unis      | 19 s 32       | 01/08/96      |

### Records olympiques battus
| Date     | Épreuve               | Nouveau record                                                        | Nouveau record            | Ancien record                                                     | Ancien record   | Ancien record |
| -------- | --------------------- | --------------------------------------------------------------------- | ------------------------- | ----------------------------------------------------------------- | --------------- | ------------- |
| Date     | Épreuve               | Athlète                                                               | Temps                     | Athlète                                                           | Temps           | Date          |
| 15/08/08 | 10 000 mètres F       | Tirunesh Dibaba Ethiopie                                              | 29 min 54 s 66 en finale  | Derartu Tulu Ethiopie                                             | 30 min 17 s 49  | 30/09/00      |
| 15/08/08 | 3000 mètres steeple F | Gulnara Samitova-Galkina Russie                                       | 9 min 15 s 17 en séries   | -                                                                 | -               | -             |
| 16/08/08 | 100 mètres H          | Usain Bolt Jamaïque                                                   | 9 s 69 en finale          | Donovan Bailey Canada                                             | 9 s 84          | 27/07/96      |
| 17/08/08 | 3000 mètres steeple F | Gulnara Samitova-Galkina Russie                                       | 8 min 58 s 81 en finale   | Gulnara Samitova-Galkina Russie                                   | 9 min 15 s 17   | 15/08/08      |
| 17/08/08 | 10 000 mètres H       | Kenenisa Bekele Ethiopie                                              | 27 min 1 s 17 en finale   | Kenenisa Bekele Ethiopie                                          | 27 min 5 s 10   | 20/08/04      |
| 17/08/08 | Triple saut F         | Françoise Mbango Etone Cameroun                                       | 15,39 m en finale         | Inessa Kravets Ukraine                                            | 15,33 m         | 31/07/96      |
| 18/08/08 | Saut à la perche F    | Yelena Isinbayeva Russie                                              | 4,95 m en finale          | Yelena Isinbayeva Russie                                          | 4,91 m          | 24/08/04      |
| 18/08/08 | Saut à la perche F    | Yelena Isinbayeva Russie                                              | 5,05 m en finale          | Yelena Isinbayeva Russie                                          | 4,95 m          | 18/08/08      |
| 20/08/08 | 200 mètres H          | Usain Bolt Jamaïque                                                   | 19 s 30 en finale         | Michael Johnson États-Unis                                        | 19 s 32         | 01/08/96      |
| 20/08/08 | 400 m haies F         | Melaine Walker Jamaïque                                               | 52 s 64 en finale         | Faní Halkiá Grèce                                                 | 52 s 77         | 22/08/04      |
| 20/08/08 | Lancer du marteau F   | Yipsi Moreno Cuba                                                     | 75,20 m en finale         | Olga Kuzenkova Russie                                             | 75,02 m         | 25/08/04      |
| 21/08/08 | 20 km marche F        | Olga Kaniskina Russie                                                 | 1 h 26 min 31 s en finale | Liping Wang Chine                                                 | 1 h 29 min 5 s  | 28/09/00      |
| 22/08/08 | 50 km marche H        | Alex Schwazer Italie                                                  | 3 h 37 min 9 s en finale  | Vyacheslav Ivanenko Union Soviétique                              | 3 h 38 min 29 s | 30/09/88      |
| 22/08/08 | Saut à la perche H    | Steven Hooker Australie                                               | 5,96 m en finale          | Timothy Mack Etats-Unis                                           | 5,95 m          | 27/08/04      |
| 23/08/08 | 5 000 m H             | Kenenisa Bekele Ethiopie                                              | 12 min 57 s 82 en finale  | Saïd Aouita Maroc                                                 | 13 min 5 s 59   | 11/08/84      |
| 23/08/08 | Relais 4 x 400 m H    | LaShawn Merritt Angelo Taylor David Neville Jeremy Wariner Etats-Unis | 2 min 55 s 39 en finale   | Andrew Valmon Quincy Watts Michael Johnson Steve Lewis Etats-Unis | 2 min 55 s 74   | 08/08/92      |
| 23/08/08 | Lancer du javelot H   | Andreas Thorkildsen Norvège                                           | 90,57 m en finale         | Jan Železný République Tchèque                                    | 90,17 m         | 23/09/00      |
| 24/08/08 | Marathon H            | Samuel Wanjiru Kenya                                                  | 2 h 6 min 32 s en finale  | Carlos Lopes Portugal                                             | 2 h 9 min 21 s  | 12/08/84      |

## Dopage
L'Ukrainienne Lyudmyla Blonska est contrôlée positive à un stéroïde anabolisant. La commission exécutive du CIO lui retire sa médaille d'argent obtenue dans l'épreuve de l'heptathlon.
Les deux Biélorusses lanceurs de marteau, médaillés, sont également disqualifiés en novembre 2008, à la suite d'un dopage à la testostérone révélé le 4 septembre 2008. Il s'agit de Vadzim Dzeviatouski et d'Ivan Tsikhan.
Rachid Ramzi est contrôlé positif le 29 avril 2009 (source ; La Repubblica) à l'érythropoïétine (CERA) sur des échantillons prélevés à Pékin. Deux autres athlètes ayant participé aux JO, dont l'ancienne championne olympique grecque sur 20 km en 2004 et un nom encore connu, font aussi partie des positifs au CERA.
La Russie, initialement vainqueur du 4 x 100 m féminin en 42 s 31, a été destituée à la suite du contrôle positif de Yulia Chermonshanskaya,.
La Cubaine Yarelys Barrios se voit retirer sa médaille d'argent au lancer du disque à la suite d'une réanalyse de son échantillon sanguin prouvant qu'elle était positive à l'acétozolamide.

## Critères de qualification
Pour chaque épreuve, un pays peut engager trois athlètes à condition qu'ils aient réussi chacun les minima A  de qualification. Par ailleurs, un seul athlète par nation est inscrit sur la liste de départ si seuls les minima B sont réussis. Les minima de qualification doivent être réalisés entre le 1er janvier 2007 et le 23 juillet 2008 (critères IAAF). Pour le Marathon la période est fixée entre le 1er septembre 2006 et le 23 juillet 2008.
Un Comité national olympique sans athlète ayant réussi ces minima aura la possibilité néanmoins d'engager un concurrent par épreuve, à l'exception du 10 000 m, du 3 000 m steeple et des épreuves combinés (décathlon et heptathlon).
En ce qui concerne les relais, une seule équipe par pays est autorisée à concourir.
| Discipline        | Hommes A       | Hommes B       | Femmes A       | Femmes B       |
| ----------------- | -------------- | -------------- | -------------- | -------------- |
| 100 m             | 10 s 21        | 10 s 28        | 11 s 32        | 11 s 42        |
| 200 m             | 20 s 59        | 20 s 75        | 23 s 00        | 23 s 20        |
| 400 m             | 45 s 55        | 45 s 95        | 51 s 55        | 52 s 35        |
| 800 m             | 1 min 46 s 00  | 1 min 47 s 60  | 2 min 00 s 00  | 2 min 01 s 30  |
| 1 500 m           | 3 min 36 s 60  | 3 min 39 s 00  | 4 min 07 s 00  | 4 min 08 s 00  |
| 5 000 m           | 13 min 21 s 50 | 13 min 28 s 00 | 15 min 09 s 00 | 15 min 24 s 00 |
| 10 000 m          | 27 min 50 s 00 | 28 min 10 s 00 | 31 min 45 s 00 | 32 min 20 s 00 |
| Marathon          | 2 h 15 min 00  | 2 h 18 min 00  | 2 h 37 min 00  | 2 h 42 min 00  |
| 100 m haies       | -              | -              | 12 s 96        | 13 s 11        |
| 110 m haies       | 13 s 55        | 13 s 72        | -              | -              |
| 400 m haies       | 49 s 20        | 49 s 50        | 55 s 60        | 56 s 50        |
| 3 000 m steeple   | 8 min 24 s 60  | 8 min 32 s 00  | 9 min 46 s 00  | 9 min 55 s 00  |
| 4 × 100 m         | -              | -              | -              | -              |
| 4 × 400 m         | -              | -              | -              | -              |
| 20 km marche      | 1 h 23 min 00  | 1 h 24 min 30  | 1 h 33 min 30  | 1 h 38 min 00  |
| 50 km marche      | 4 h 00 min 00  | 4 h 07 min 00  | -              | -              |
| Saut en longueur  | 8,20 m         | 8,05 m         | 6,72 m         | 6,60 m         |
| Triple saut       | 17,10 m        | 16,80 m        | 14,20 m        | 14,00 m        |
| Saut en hauteur   | 2,30 m         | 2,27 m         | 1,95 m         | 1,91 m         |
| Saut à la perche  | 5,70 m         | 5,55 m         | 4,45 m         | 4,30 m         |
| Lancer du poids   | 20,30 m        | 19,80 m        | 18,35 m        | 17,20 m        |
| Lancer du disque  | 64,50 m        | 62,50 m        | 61,00 m        | 59,00 m        |
| Lancer du marteau | 78,50 m        | 74,00 m        | 69,50 m        | 67,00 m        |
| Lancer du javelot | 81,80 m        | 77,80 m        | 60,50 m        | 56,00 m        |
| Décathlon         | 8 000 pts      | 7 700 pts      | -              | -              |
| Heptathlon        | -              | -              | 6 000 pts      | 5 800 pts      |